# Песня про рушник
«Песня про рушник» (укр. Пісня про рушник) — произведение Андрея Малышко, исповедь-воспоминание лирического героя, в которой мать дарит сыну рушник, вышитый как символ жизненной дороги. Рушник связан с жизненной судьбой лирического героя и с образом его матери. Этот образ — символ чистоты и любви, матери-защитницы, которая дала жизнь, формировала чувство, творила человека. Лирический герой стихотворения с большой теплотой вспоминает свою маму.
Автор своими словами поднимает вопрос детства, а также прощания с родительским домом и материнскую тревогу за судьбу собственного ребёнка.
Форма стихотворения имеет большое количество рефренов и повторов, что приближает его к песне.
Композитор Платон Майборода написал музыку к данному стихотворению. Впервые прозвучала в украинском художественном фильме «Літа молодії» («Годы молодые») 1958 года, в исполнении ставшего популярным певцом Александра Таранца. Исполнителей произведения было много, в частности Дмитрий Гнатюк, Ярослав Евдокимов, Алла Пугачева, Александр Пономарёв, Таисия Повалий, Рашид Бейбутов, Иосиф Кобзон, группа «Волшебная», Ирина Сказина, Александр Малинин, Квитка Цисык, Евгений Дятлов, ансамбль «Люди вольные» и другие.

## Текст песни
| Оригинал Рідна мати моя, ти ночей не доспала I водила мене у поля край села, І в дорогу далеку ти мене на зорі проводжала, І рушник вишиваний на щастя дала. І в дорогу далеку ти мене на зорі проводжала, І рушник вишиваний на щастя, на долю дала. Хай на ньому цвіте росяниста доріжка, І зелені луги, й солов'їні гаї, І твоя незрадлива материнська ласкава усмішка, І засмучені очі хороші твої. І твоя незрадлива материнська ласкава усмішка, І засмучені очі хороші блакитні твої. Я візьму той рушник, простелю, наче долю, В тихім шелесті трав, в щебетанні дібров, І на тім рушничкові оживе все знайоме до болю — І дитинство, й розлука, і вірна любов. І на тім рушничкові оживе все знайоме до болю — І дитинство, й розлука, й твоя материнська любов. |  | Перевод Д. Безбородых Мать родная моя, ты до зорьки вставала И водила меня на поля из села. Собрала в дорогу и меня далеко провожала, И расшитый рушник мне на счастье дала. Собрала в путь-дорогу и меня далеко провожала, И расшитый рушник мне на счастье, на долю дала. Пусть сияет на нем, как весенняя сказка, В соловьиную ночь расцветающий сад. И любви материнской улыбнётся мне тихая ласка, И очей твоих синих задумчивый взгляд. И любви материнской улыбнётся мне тихая ласка, И очей твоих синих печальный, задумчивый взгляд. Я возьму тот рушник, расстелю, словно долю, В тихом шелесте трав, в щебетаньи дубров. И на вышивке тонкой оживет все родное до боли, И разлука, и детство мое, и любовь. И на вышивке тонкой расцветет все родное до боли, И разлука, и детство, и матери милой любовь. |